# Hamza Louati
Hamza Louati (ur. 23 lipca 1986) – tunezyjski zapaśnik walczący w stylu klasycznym. Zajął ósme miejsce na igrzyskach śródziemnomorskich w 2009. Brązowy medalista igrzysk afrykańskich w 2007. Zdobył trzy medale na mistrzostwach Afryki w latach 2007 – 2009. Mistrz Afryki juniorów w 2006 roku.